# Communauté de communes de Surgères
La Communauté de communes de Surgères est une ancienne communauté de communes française, située dans le département de la Charente-Maritime et la région Poitou-Charentes.

## Composition
Elle était composée des communes suivantes, toutes du canton de Surgères :
1. Breuil-la-Réorte
2. Marsais
3. Péré
4. Puyravault
5. Saint-Georges-du-Bois
6. Saint-Germain-de-Marencennes
7. Saint-Mard
8. Saint-Pierre-d'Amilly
9. Saint-Saturnin-du-Bois
10. Surgères
11. Vandré
12. Vouhé

## Compétences
- Aménagement de l'espace
  - Création et réalisation de zone d'aménagement concerté (ZAC) (à titre obligatoire)
  - Plans de déplacement urbains (à titre facultatif)
  - Prise en considération d'un programme d'aménagement d'ensemble et détermination des secteurs d'aménagement au sens du code de l'urbanisme (à titre facultatif)
  - Schéma de cohérence territoriale (SCOT) (à titre obligatoire)
  - Schéma de secteur (à titre obligatoire)
- Autres
  - Charte paysagère, construction d'une brigage de gendarmerie (bureaux et logements) en application de la loi d'orientation et de programmation pour la sécurité intérieure du 29 août 2002
  - Préfiguration et fonctionnement des pays (à titre facultatif)
- Développement et aménagement économique
  - Action de développement économique (Soutien des activités industrielles, commerciales ou de l'emploi, soutien des activités agricoles et forestières...) (à titre obligatoire)
  - Création, aménagement, entretien et gestion de zone d'activités industrielle, commerciale, tertiaire, artisanale ou touristique (à titre obligatoire)
  - Tourisme (à titre obligatoire)
- Développement et aménagement social et culturel
  - Activités culturelles ou socioculturelles (à titre facultatif)
  - Activités périscolaires (à titre facultatif)
  - Construction ou aménagement, entretien, gestion d'équipements ou d'établissements culturels, socioculturels, socioéducatifs, sportifs (à titre optionnel)
- Environnement - Collecte et traitement des déchets des ménages et déchets assimilés (à titre optionnel)
- Logement et habitat
  - Action en faveur du logement des personnes défavorisées par des opérations d'intérêt communautaire (à titre optionnel)
  - Action et aide financière en faveur du logement social d'intérêt communautaire (à titre facultatif)
  - Opération programmée d'amélioration de l'habitat (OPAH) (à titre facultatif)
  - Programme local de l'habitat (à titre facultatif)
  - Politique de la ville, dispositifs locaux de prévention de la délinquance (à titre facultatif)
- Sanitaires et social - Action sociale (à titre facultatif)
- Voirie - Création, aménagement, entretien de la voirie (à titre optionnel)

## Historique
- 30 décembre 1993 : création de la communauté de communes
- 13 décembre 1993 : délimitation du périmètre de la communauté de communes
- 20 décembre 1999 : adhésion de la commune de Saint-Pierre-d'Amilly
- 27 août 1997 : modification de la communauté de communes

## Quelques données géographiques
- Superficie : 231,66 km2 (soit 3,38 % de la superficie de la Charente-Maritime).

- Population en 2010 : 15 587 habitants (soit 2,5 % de la population départementale).

- Densité de population en 2010 : 67 hab/km2 (Charente-Maritime : 91 hab/km2).

- Évolution démographique annuelle entre 1999 et 2006 : +0,75 % (Charente-Maritime : +1,07 %).

- 1 commune de plus de 2 000 habitants : Surgères.
- pas de ville de plus de 15 000 habitants.

## Sources
- Le splaf
- Base aspic de la Charente-Maritime